# Brezje pri Lipoglavu
Brezje pri Lipoglavu – wieś w Słowenii, w gminie miejskiej Lublana. W 2018 roku liczyła 84 mieszkańców. 